# Dangme
Dystrykt Dangme – dystrykt w regionie Greater Accra. W roku 1998 w wyniku reformy administracyjnej będącej polityką decentralizacji kraju został podzielony na dwa dystrykty Dangme East i Dangme West.